# بروتوي
بروتوي (بالفرنسية: Breteuil)، وغالبًا ما يشار إليها باسم بروتوي-سور-إيتون (Breteuil-sur-Iton)، هي بلدية سابقة في إقليم أور في منطقة نورماندي شمال فرنسا. في 1 يناير 2016، تم دمجها في بلدية بريتويل الجديدة.

## جغرافيا
تقع البلدة على ضفاف نهر إيتون. جزء كبير من البلدية عبارة عن غابات.

## تاريخ
بنى ويليام فيتزوسبرن قلعة في بريتويل حوالي عام 1060. حاصر ويليام الفاتح القلعة في نفس العام. كما كانت البلدة موقعًا لحصار آخر في عام 1356 خلال حرب المئة عام.
في عام 1356، وبسبب انحيازها للإنجليز، حاصرها ملك فرنسا، جون  الثاني. رُفع الحصار عنها في أواخر يونيو بعد أن حوّل إدوارد الثالث ملك إنجلترا حملةً إلى نورماندي بقيادة هنري لانكستر، والتي كان من المقرر إجراؤها في الأصل في بريتاني.
هدفت هذه الاستراتيجية إلى استغلال السخط والتمرد الصريح في نورماندي ضد الملك الفرنسي غير المحبوب، مما دفع جون الثاني إلى الانسحاب إلى روان.

## السكان
شهد عدد سكان البلدة تغيرًا على مر السنين، ووصل إلى 4,307 نسمة حسب تعداد عام 2018.

## معالم
تعتبر كنيسة سان سولبيس (Saint-Sulpice) معلمًا تاريخيًا هامًا في البلدة، وهي مدرجة كنصب تاريخي.